# Fonction Cauchy-continue
En mathématiques et plus précisément en topologie, la continuité de Cauchy, pour une application entre espaces métriques (ou entre espaces plus généraux, comme des espaces uniformes), est une propriété plus faible que la continuité uniforme, mais suffisante pour assurer l'existence d'un prolongement continu de cette application au complété de l'espace de départ, dès que l'espace d'arrivée est complet.

## Définition
Soient X et Y deux espaces métriques. Une application f de X dans Y est dite Cauchy-continue si pour toute suite de Cauchy (xn) dans X, la suite (f(xn)) dans Y est de Cauchy.

## Propriétés
Toute application uniformément continue est Cauchy-continue et toute application Cauchy-continue est continue, et ces deux implications sont strictes,. Cependant, toute fonction continue sur un espace complet est Cauchy-continue.
Toute application Cauchy-continue sur une partie A de X et à valeurs dans un espace complet s'étend continûment (de façon évidemment unique) à l'adhérence de A dans X, et ce prolongement est encore Cauchy-continu,.

## Exemples et contre-exemples
D'après les propriétés ci-dessus, sur ℝ (muni de la distance usuelle) qui est complet, les applications Cauchy-continues sont simplement les applications continues tandis que sur le sous-espace ℚ, seules les applications admettant un prolongement continu à ℝ sont Cauchy-continues. Par exemple sur ℚ, la fonction caractéristique de l'ensemble des rationnels supérieurs à √2 est continue mais pas Cauchy-continue, tandis que l'application qui à tout rationnel p/q (avec q > 0 et p entiers) associe la racine q-ième de la puissance p-ième d'un réel fixé a > 0 est Cauchy-continue, ce qui permet par prolongement de définir sur ℝ la fonction exponentielle de base a.
Toute application linéaire continue entre deux espaces vectoriels normés est uniformément continue (et même lipschitzienne) donc Cauchy-continue. Plus généralement, dans le même contexte, toute application multilinéaire continue est Cauchy-continue car lipschitzienne sur toute partie bornée (la preuve est analogue à celle de la continuité de loi externe de K×E dans E).
Une suite y = (y1, y2, y3, …) dans Y est de Cauchy si et seulement si l'application f de {1, 1/2, 1/3, …} dans Y définie par f(1/n) = yn est Cauchy-continue. Si Y est complet, le prolongement continu de f à {1, 1/2, 1/3, … , 0} envoie alors 0 sur la limite de y.

## Généralisations
On peut définir de même la continuité de Cauchy sur des espaces plus généraux que les espaces métriques, à condition de remplacer les suites par des suites généralisées et les suites de Cauchy par des suites généralisées de Cauchy. Une application f de X dans Y est donc Cauchy-continue si et seulement si pour tout filtre de Cauchy F sur X, le filtre f(F) sur Y est de Cauchy. Cette définition vaut pour des espaces uniformes — ou plus généralement des espaces de Cauchy (en) — et coïncide avec la précédente lorsque leur structure est induite par une distance.
Tout ensemble ordonné filtrant A possède une structure naturelle d'espace de Cauchy. Les fonctions Cauchy-continues de A dans Y sont alors les suites généralisées de Cauchy dans Y indexées par A. Si Y est complet, le prolongement d'une telle fonction à A∪{∞} envoie ∞ sur la limite de la suite généralisée. (L'exemple ci-dessus avec des suites est un cas particulier.)